# 拉巴斯蒂德昂瓦勒
拉巴斯蒂德昂瓦勒（法語：Labastide-en-Val，法語：[labastid ɑ̃ val] ⓘ，意为“谷地的拉巴斯蒂德”）是法国奥德省的一个市镇，属于卡尔卡松区。

## 地理
拉巴斯蒂德昂瓦勒（43°4'33"N, 2°28'26"E）面积11.7 平方千米，位于法国奧克西塔尼大區奥德省，该省份为法国南部沿海省份，北起塔恩省，西北接上加龙省，西接阿列日省，南至东比利牛斯省，东临地中海，东北与埃罗省接壤。
与拉巴斯蒂德昂瓦勒接壤的市镇（或旧市镇、城区）包括：阿尔凯特昂瓦勒、洛凯河畔克莱蒙、莱里耶尔、维拉尔昂瓦勒、维莱特里图尔。

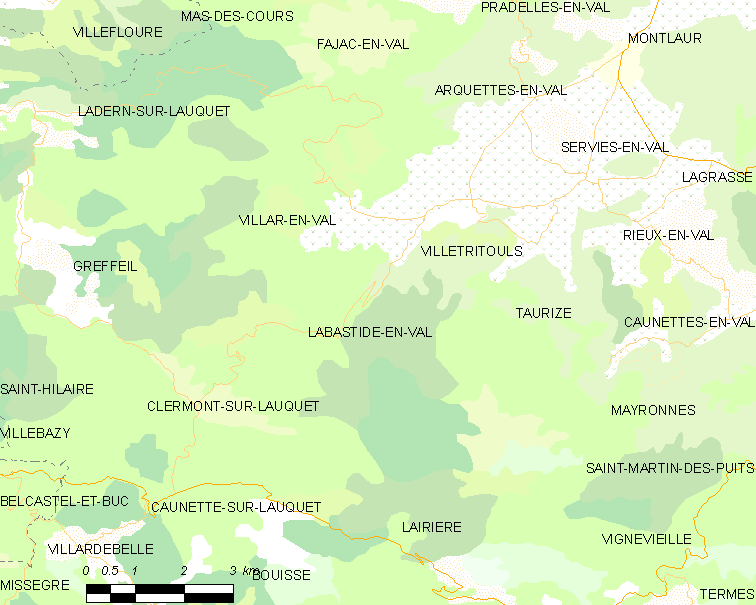
拉巴斯蒂德昂瓦勒的OSM定位图

拉巴斯蒂德昂瓦勒的时区为UTC+01:00、UTC+02:00（夏令时）。

## 行政
拉巴斯蒂德昂瓦勒的邮政编码为11220，INSEE市镇编码为11179。

## 政治
拉巴斯蒂德昂瓦勒所属的省级选区为亚拉里克山县。

## 人口

1962-2008年间拉巴斯蒂德昂瓦勒人口变化图示

拉巴斯蒂德昂瓦勒于2022年1月1日时的人口数量为89人。